# Distretto di Chuluunkhoroot
Il distretto di Chuluunkhoroot è uno dei quattordici distretti (sum) in cui è suddivisa la provincia del Dornod, in Mongolia. Conta una popolazione di 1.609 abitanti (censimento 2009). 